# قائمة القصص الثانوية لعام 2000 ميلادي
هذه قائمة بقصص 2000 م .

## القصص

### أ

#### أبشالوم
أبشالوم  هي قصة رعب منبثقة عن شركة Caballistics، Inc. من تأليف جوردون ريني وتيرن تريفاليون.
القصص هي "Noblesse Obligie" عام 2000 رقم 1732-1739 (مايو-يونيو 2011)، «إجازة مرضية» عام 2000 بروغ 2012 (ديسمبر 2011)، «أشباح لندن» عام 2000 1765-1771 (يناير- شباط (فبراير) 2012)، «بطاقات بريدية قذرة» في بروغ 2013 (كانون الأول (ديسمبر) 2014)، «قانون الزملاء القدامى» في بروغ 2014 (كانون الأول (ديسمبر) 2013)، «تحت راية كاذبة» في 1934-1942 (حزيران (يونيو) - آب (أغسطس) 2015)، «لقطات العائلة» في 1961 (ديسمبر 2015)، و«التشخيص النهائي» في عدد # 2053-2060 و # 2136-2143 (أكتوبر-ديسمبر 2017 ويونيو-أغسطس 2019).
نُشر أول كتاب ورقي تجاري، المسمى بأشباح لندن، في يونيو 2012

#### تحقيقات أمبني كروسيس
تحقيقات أمبني كروسيس  هي قصة بوليسية غامضة كتبها إيان إيدجنتون وسيمون ديفيس، من بطولة المحقق الخيالي أمبني كروسيس والخادم إدي كرومويل. بدأت من عام 2000 ميلادي في إصدار #1611 (2008) وحتى نهاية عام 2011 امتدت إلى أربعة أجزاء.
تم نشر أول غلاف ل Vile Bodies ، في يناير 2012

### ب

#### سباق بيبي 2000
سباق بيبي 2000  هي قصة كتبها مارك ميلار، مع رسم أنتوني ويليامز، وظهرت في قصة تحمل نفس الاسم في عام 2000 ومرة واحدة في "Bounty Hunter Mom"، في 1995 2000 م الكتاب السنوي .

#### باتو لوكو
باتو لوكو  هي قصة كتبها جوردون ريني، مع رسم سيمون كوليبي، حيث ظهرت مرتان في مجلة القاضي دريد . أظهرت كارليتو «باتو لوكو» أغارا من Barrio Blocks
الذي تم تقديمه في قصة «باتو لوكو» في مجلة القاضي دريد (فبراير 2003).

### ج

#### كارفر هيل
كارفر هيل  هي قصة عن رجل عصابة في لندن يتلبسه شيطان. كتبها مايك كاري مع رسم مايك بيركنز (مع بعض التحبير الملئ بقلم ديلان تيج). حدث ذلك لأن المحرر آنذاك وهو آندي ديجل يطالب المزيد من قصص الرعب  وقال كاري إنه «كان يهدف إلى الحصول على بعض نكهة Hellblazer ، ولكن في قصة أكثر واقعية وموجهة نحو العمل.» 
تم نشره في عام 2000 م في عدد #1236-1240 و 1247-1249 في عام 2001 (مقسم بسبب مشاكل الموعد النهائي )، وتم جمعه في مجلد مقوى في عام 2005

#### سيتي ديف
سيتي ديف  للكاتب توني لي، مع رسم جاك لورانس. تدور أحداث سلسلة في عالم القاضي دريد، مع التركيز على وحدات الدفاع عن المدينة التابعة للميليشيات المسلحة. الجزء الأول كما وُصف على أنه بداية جيدة بفن «لطيف» و «كارتوني»،  والجزء الثاني كان «مرحًا ورائعًا» و «بفكرة رائعة، وهنا تم تنفيذه بثقة كبيرة»، على الرغم من أن الناقد شعر أنه تم عرضه على جمهور أصغر سنًا كما هو معتاد. وقال ناقد آخر أن الفنان «جيد جدًا في هذا النوع من الفن، لكني أكرهه» وكرر مخاوفه بشأن الافتقار إلى التطور ولكنه أقر بأن «هناك العديد من الأفكار الممتعة هنا».
القصة الأولى، «رحلة ميدانية»، بدأت في مجلة القاضي دريد ابتداء من العدد 279.

#### كرادليجريف
كرادليجريف  هي قصة كتاب مصور عن رعب الجسم تم عرضها في عام 2000 م في عدد # 1633-1644، كتبها جون سميث، مع رسم إدموند باغويل.
تقع الاحداث في Ravenglade Estate (الملقب بـ «كرادليجريف»)، في مكان ما في لانكشاير. إنه بتبع قصة المراهق شين هولت، الذي أطلق سراحه مؤخرًا من مؤسسة ثورن هيل للشباب المجرمين
القصة تم جمعها في غلاف ورقي، مع مقدمة بقلم رامزي كامبل. يصف كامبل القصة في مقدمته على أنها «شنيعة ومقفرة في نفس الوقت مثل أي شيء في ديفيد كروننبرغ».

#### كوبورن الأرض المعلون
كوبورن الأرض المعلون  هو شخصية ظهرت في مسلسل بنفس الاسم في مجلة القاضي دريد، من تأليف جوردون ريني، مع رسم كارلوس إزكييرا. إنها تدور حول قاضٍ ذهب في رحلة طويلة إلى الأرض الملعونة.

### د

#### دينوستي
دينوستي  كانت السلسلة الأولى التي تعاون فيها بات ميلز وكلينت لانجلي (أول وظيفة لانجلي في عام 2000 كانت في الصدمة المستقبلية مع ميلز) واستمرا في العمل معًا على قصص ميلز التي تستمر لوقت طويل ABC Warriors و Sláine .
كان من المفترض في الأصل أن تظهر القصة نفسها في القصص المصورة العرضية Earthside 8، لكن هذا العنوان لم ينشر أبدًا. ومع ذلك، لم تكن هذه نهاية المشاكل حيث استمرت إلى عام 2000 م عندما شعر ميلز أن علاقته بالمحررين تنهار وأصبح يعتقد أن " دينوستي " عانى من معارضة سرية وغير لفظية، أو ربما مجرد عدم اكتراث. . "  في نهاية المطاف استمرت القصة في عام 1994، في الأعداد رقم 873 - 882.

### ج

#### بصيص الجرذان
بصيص الجرذان  هي قصة خيال علمي عسكري ظهرت في عام 2000 كتبها جوردون ريني، ورسمت بواسطه مارك هاريسون. تم جمعها في غلاف مقوى مكونه ستين صفحة. وصف ريني مصدر الإلهام للقصة بأنه «روايات سفين هاسل وبعض الطموح المنحرف».

#### ضغينة الأب
ضغينة الاب  كانت قصة «مروعة»  العام 1994 كتبها مارك ميلار، مع رسم من جيم مكارثي، والذي تم عرضه في عام 2000

### أنا

#### تمرد
تمرد  سلسلة من تأليف دان أبنت ونشرت في مجلة القاضي دريد ابتداءً من يناير 2009. يوضح أبنت أن «الملخص كان تقديم شيء من مقياس الحرب الملحمية في الفضاء للأشياء التي أكتبها لـ Warhammer 40K إلى عالم دريد. أراد ثارج (مات لأصدقائه) قصة مذهلة عن حرب الفضاء تناسب عالم المدن الكبرى».
رسم السلسلة الفنان كولين ماكنيل، الذي عمل أيضًا على عدد من قصص Warhammer 40K ، وأشار أحد النقاد إلى أوجه التشابه التي تشير إلى أن كولين ماكنيل يستخدم نفس الأسلوب الفني تمامًا الذي استخدمه في Bloodquest «في الرسوم متحركة Warhammer Monthly .» 
كان المراجعات ايجابيه للحلقة الأولى التي قيل فيها «الفن يتكسر والحلقة الأولى عاصفة، يجب أن أقول إن فيلم» التمرد «من المحتمل أن يكون أفضل حدث في العالم على الإطلاق» وقيل أيضا «كان هذا جيدًا الحلقة الأولى كما أتذكر قراءتها ويمكنني أن أرى ان تمرد سيفي بوعده». المراجعات الأخرى كانت أفضل وافضل، بما في ذلك: «بكل بساطة، هذه أفضل قصة على الإطلاق تم عرضها بالمجلة بعد قصص دريد»  و «مجيدة» 
تم نشر سلسلة تكميلية بعنوان "Lawless" لاحقًا في مجلة القاضي دريد
يتم جمع الدفعة الأولى والثانية في مستند بغلاف ورقي

### ي

#### مجلة لوك كيربي
مجلة لوك كيربي  كانت سلسلة طويلة، ظهرت لأول مرة في عام 1988  واستمر نشرها حتى عام 1995. كتبها آلان ماكنزي وقام بالرسم جون ريدجواي وستيف باركهاوس وغراهام هيجينز. لوك كيربي سبقت قصص الساحرين الصبية الآخرين، مثل هاري بوتر وشخصية Vertigo Timothy Hunter.

### م

#### مهووس 5
كان المهووس 5  ، بجانب Red Razors ، واحدًا من السلسلة المنفردة الرئيسية لمارك ميلار في عام 2000 ، وقد شارك في كتابته مع جرانت موريسون. وشكلت جزءًا من «هجوم الصيف» في عام 1993،  جنبًا إلى جنب مع القاضي دريد : «الجحيم»، وسلوكبوول ، وريلي أند ترولي ، وبيغ ديف .  القصة الأولية التي تحمل نفس الاسم رسمها فنان Red Razors Steve Yeowell ، الذي كان سيرسم أيضًا القصة النهائية «المهووس 6». عمل فنانون آخرون لمرة واحدة في أعمال ديفيد هاين في «مجلة الحرب»، في عام 2000 ميلادي Sci-Fi Special 1993 ، و Richard Elson في "Maniac 6 Prologue"، في 2000 ميلادي Winter Special 1993 .

### ن

#### نيكروفيم
نيكروفيم  هي قصة كتبها توني لي، وقام بالرسم لي كارتر. تم عرض المقدمة في عام 2000 في العدد #1628-1632, وبدأت القصة الرئيسية في # 1655.

### ص

#### لب الخيال العلمي
لب الخيال العلمي  كانت سلسلة أخرى من سلسلة Future Shock أي صدمه مستقبلية، صممها ديفيد بيشوب لتحل محل Vector 13 .  كانت ستكون منصة الإطلاق لسلسلات الأخرى مثل Rose O'Rion لكنها فشلت في إثبات شعبيتها بين الكتاب وانتهت بعد عامين من بدايتها. 

#### المطهر
المطهر  كان مقتبسة من القاضي دريد الذي ركز على القاضي جريس وكتبه مارك ميلار، مع رسم كارلوس إزكييرا. عُرض المسلسل في عام 2000 عدد رقم 834-841 في عام 1993 وقاد مباشرة إلى قصة القاضي دريد «الجحيم»، مع بقاء إزكييرا كرسام وتولى جرانت موريسون مهام الكتابة.

### ر

#### كلاب المطر
كلاب المطر  هي قصة خيال علمي تدور أحداثها في نيويورك التي غمرتها الفيضانات، والتي ظهرت في عام 2000 م في عدد بروغز 1213-1222. كتبه جوردون ريني، ورسمها كولين ويلسون، وتم جمعه لاحقًا في غلاف مقوى مكون من 52 صفحة.

#### روز اوريون
روز أوريون  ممتدة من قصة لب الخيال العلمي كتبها كيك-دبليو، وقام بالرسم لأندي كلارك. عادت الشخصية في عام 2000 عدد Fanzine Zarjaz # 10 كقصة نصية مصورة، برسم من ديلان تيج.

### س

#### سانشو بانزر
سانشو بانزر  هي قصة امتدت في سبع قصص متتالية في عام 2000 في عدد # 1112-1123 في عام 1998. كتبه دان أبنيت، مع رسم هنري فلينت، وظهر الشخصية التي تحمل اسمً ساتشو وتقود دبابة عملاقة تسمى موجو مع مساعد فني مختص بأدواته. يلاحقه المراسل المسمى الوشق الفهرن / الفهرن، الذي يحاول الوصول إلى الحقيقة وراء الأسطورة، والجنرال هيرمان سبيرن، الذي هزمه بانزر ويبحث عن الانتقام. يجب على الجميع أن يتعاونوا عندما تغزو الديدان العملاقة كوكب Vainglory Five.
حاول أبنت تكرار نجاح الشرير دكستر من خلال رؤية ما نجح، وتطبيق العناصر اعلى قصة أخرى

#### صومعة
كانت الصومعة  أول سلسلة لمارك ميلار في عام 2000 والتي اعطي الضوء الاخضر لنشرها بعد أن كان قد تم نشر اثنين فقط من صدمة المستقبل؛  تم رسمها بواسطة ديف D'Antiquis . كانت في القصة مشاكل في الإصدارات رقم 706-711 في عام 1990 وأعيد طبعها في الطبعة المتطرفة # 14 تتحدث عن جنديان أمريكيان في صومعة صاروخ نووي يبدو أنه يسكنها شبح إدوارد بولوير ليتون الذي كان عازمًا على إنهاء العالم.

#### سلوتبول
سلوتبول  هي قصة كتبها جون سميث وبول بيرت والتي تم عرضها في عام 2000 في إصدارات # 842-849 كجزء من «هجوم الصيف». وظهر فيها مدانون يقودون الديناصورات السيبرانية كرياضة من رياضات المستقبل.

#### نمر الثلج
نمر الثلج  كانت قصة تتميز «بمزيج من السياسات المرعبة والعنف الشديد» كتبها آندي ديجل: تم عرضها في الأصل على Vertigo ، ولكن تم رفضها باعتبارها «عادية جدا».  أعاد صياغتها، قائلا «لقد أ خرجت السياسة وتركت العنف الشديد»، لكن السياسة التي ظلت اعتبرت مثيرة للجدل،  على الرغم من أن ديجل خلص إلى أن «حقيقة أن القصة أثارت غضب الناس على كلا الجانبين من الطيف السياسي هذا يشير إلى أنني ربما كنت قد وضعته بشكل صحيح». 
تم نشر قصة واحدة فقط، «باكس امريكانا»، في عام 2000 في إصدار ## 1336-1342 وتم جمعها في غلاف ورقي للمتاجرة الحرة وأعطيت لمجلة القاضي دريد

#### ستالاج 666
ستالاج 666  هي قصة من خمسة عشر جزءًا، مع الدفعة الأولى ذات الطول المزدوج (عشر صفحات)، من تأليف توني لي، والرسام جون ديفيس هانت. يصفها «لي» بأنها «قصة فضاء مستقبلية تحدث في معسكر سجن. وهي (وسأكون صادقًا هنا) مزيجًا من الكليشيهات والولاء، فلنكن صادقين هنا، لا يمكنك عمل قصة معسكر اعتقال ولا تكون هكذا».
استمرت القصة في عام 2000 في إصدارات # 1600-1614، بين أغسطس ونوفمبر 2008.

### ت

#### حكايات من ما وراء العلوم
حكايات من ما وراء العلوم  كانت عبارة عن سلسلة من قصص الصدمة المستقبلية لمرة واحدة رسمها جميعها ريان هيوز مع نصوص لمارك ميلار وألان ماكنزي وجون سميث. تم تصميم القصة بواسطة ميلار ثم المحرر ماكنزي الذي جلب سميث وهيوز كأخر أعضاء الفريق. نُشرت السلسلة في عام 1992 في عام 2000 م في # 774-779 وكجزء من عدد من الأعداد الخاصة. قامت هيوز بجمع هذه القصص، جنبًا إلى جنب مع المواد الجديدة، بواسطة كاريكاتير الصورة

#### ثلاثة عشر
ثلاثة عشر  كانت قصة لمرة واحدة كتبها مايك كاري، برسم أندي كلارك. ظلت القصة في ذهن كاري لمدة سبع سنوات قبل أن تظهر في القصص المصورة. قال الكاتب «أردت أن أكتب قصة كانت عبارة عن أوبرا فضائية مجنونة ومتفوقة مع قصة السبعينات المثيرة بجنون العظمة.. كما خطرت لي فكرة هيكل سردي يبدأ صغيرًا ثم يستمر في الانفتاح للخارج مثل المربعات الصينية حتى يعمل على المستوى الكوني» 
ظهرت القصة في عام 2002 في إصدار 2000 عدد رقم 1289-1299 وتم جمعها في كتاب ورقي الغلاف

#### طغيان ريكس
طغيان ريكس  هي قصة كتبها جون سميث وستيف ديلون. الشخصية الرئيسية هي فنان وزاحف، تقاطعت قصته مع اندقو برايم . ظهرت القصص بين عامي 1988 و 1994، مع عدد من الرسامين من بينهم ويل سيمبسون، ودوجي بريثويت، وستيف سامبسون، ودنكان فيجريدو، ومارك باكنغهام، وبول مارشال، وريتشارد إلسون، وعادت الشخصية في عام 2004، مع ستيف يويل في واجبات فنية لكن لم تظهر أي قصص أخرى بعدها.

### و

#### عالم الساحرة
عالم الساحرة  هي سلسلة ظهرت مرتين في عام 2000 ، كتبها جوردون ريني، قام بالرسم سيكو، وبول جونسون، وويل سيمبسون، وجون إم بيرنز.
يصف ريني أصول القصة (واحدة من أولى قصصه في عام 2000 بعد نشر القصص في مجلة القاضي دريد): «لقد حدث ذلك عندما طُلب مني أنا وعدد من الكتاب الآخرين وضع ملاعب لقصص خيالية جديدة، مع المبادئ التوجيهية التي اقترحها المحرر».  ومع ذلك، فهو لا يقيم القصة بدرجة عالية:

### ض

#### زومبو
زومبو  هي قصة كتبها Al Ewing ، تستند إلى أفكار رسام سلسلة Henry Flint ، الذي قام برسم قصة زومبو أيضًا. تدور احداث السلسة في «كوكب الموت»، وهو واحد من عدد من الكواكب الحية المعادية والخبيثة، حيث يتعين على الشخصية التي تسمى زومبو أن تقود ركاب سفينة الفضاء المحطمة إلى بر الأمان.
ظهر زومبو لأول مرة في عام 2000 في إصدار # 1632.